# Ірландські добровольці
Ірла́ндські доброво́льці (ірл. Óglaigh na hÉireann) — військова організація, заснована 25 листопада 1913 року ірландськими націоналістами, з метою «забезпечення безпеки й підтримки прав і привілеїв усім людям Ірландії». Організація була прямою попередницею Ірландської республіканської армії.

## Функції
Завдання організації було закріплено в «Конституції ірландського добровольця» й полягала в:
1. захисті, підтримці й охороні прав і свобод, загальних для всіх громадян Ірландії
2. навчанні, інструктажі й оснащенні з тією метою сил Ірландських добровольців, що будуть служити інтересам Ірландського національного уряду, коли такий буде створено
3. об'єднанні на службі Ірландії ірландців усіх переконань, партій і класів.

## Історія
Переважна більшість Ірландських добровольців були католиками віком від 20 до 30 років, фабричні робітники та різночинці. У той же час більшість перших інструкторів, викладачів та офіцерів Ірландських добровольців були людьми з вищою освітою віком понад 35 років.
На перших загальних зборах у Дубліні 25 листопада 1913 року зібрались понад сім тисяч осіб. Приміщення було розраховано лише на близько 4 тисяч, тому ще три тисячі бажаючих розмістились просто неба в парку. Після перших зборів до лав добровольців записались понад 3 тисячі ірландців.
Окрім знаків розрізнення, особливу форму перші Ірландські добровольці не мали. До серпня 1914 року в лавах добровольчих сил було вже 180 тисяч бійців, окрім того, їм було дозволено безперешкодно ввозити зброю. Ідеологічна програма добровольців тісно перепліталась з цілями цілої низки освітніх, просвітницьких і напіввійськових організацій, що виникли в той час.
Після початку Першої світової війни Ірландські добровольці були призвані до боротьби на боці Англії, що спричинило розкол: частина членів організації завербувалась в англійську армію, інші ж почали планувати збройне повстання, що увійшло в історію як Великоднє повстання. Воно почалось у Дубліні 24 квітня 1916 року, де повстанці захопили кілька будівель в центрі, головпоштамт і вокзали, продовжено в містах Енніскорті й Атенрой. Члени організації проголосили Ірландську республіку, створивши Тимчасовий уряд.
Великоднє повстання було придушено за тиждень британськими військами на чолі з генералом Максвелом. Шістнадцять осіб з числа лідерів повстання були страчені після суду.